# Катастрофа Ту-104 в Одесі
Авіаційна катастрофа Ту-104 сталася у понеділок 10 липня 1961 року в Одесі при посадці Ту-104Б радянської компанії Аерофлот, в результаті чого загинула 1 людина та 10 були поранені.

## Літак
Ту-104Б з бортовим номером 42447 (заводський — 921004, серійний — 10-04) був випущений Казанським авіазаводом 30 жовтня 1959 року, а до 2 грудня був переданий Головному управлінню цивільного повітряного флоту, яке направило його до 205-го (Ленінградського) авіазагону Північного територіального управління цивільного повітряного флоту. Салон авіалайнера мав пасажиромісткість на 100 місць. На момент катастрофи літак мав 1475 годин нальоту і 1080 посадок.

## Катастрофа
Авіалайнер здійснював рейс 381 за маршрутом Ленінград — Одеса, а пілотував його екіпаж 205-го льотного загону, що складався з командира (КПС) Климентія Івановича Срулика, другого пілота Анатолія Васильовича Ушинського, штурмана Володимира Васильовича Тимошина, штурмана-стажиста Василя Івановича Бахмута, бортмеханіка Павла Олександровича Батигіна та бортрадиста Валентина Костянтиновича Зоріна. У салоні працювали бортпровідники Інга Іванівна Марченко, Віра Михайлівна Євстигнєєва та Любов Яківна Коншина.
Після вильоту з Ленінградського аеропорту та набору висоти, літак зайняв ешелон 8000 метрів. На його борту перебували 85 пасажирів.
О 09:59 Ту-104 пройшов Київ, а о 10:17 — Первомайськ, після чого почав знижуватися. Згідно з наявним у екіпажу прогнозом погоди, в Одесі очікувалися окремі купчасто-дощові хмари (2-5 балів) висотою 1000—1500 метрів, видимість 4-10 кілометрів. Проте в реальності на момент проходу літаком Первомайська небо над Одеським аеропортом було затягнуто потужними купчасто-дощовими хмарами висотою 1000 метрів, видимість сягала 10 кілометрів, дув легкий південно-західний вітер і наближалася гроза.
О 10:26 на висоті 2000 метрів екіпаж вийшов на ОПРС Сталіно і увійшов в повітряний простір Одеського аеропорту. Екіпаж перейшов на зв'язок з командно-диспетчерським пунктом (КДП), і диспетчер дав вказівку знижуватися до висоти 400 метрів і виконувати заходження на посадку з прямої з магнітним курсом 162°. Також він передав умови посадки: тиск 752,1 мм рт. ст., вітер 240° (південно-західний) 5 м/с, з південного заходу наближається гроза і вітер незабаром змінить напрямок. У зв'язку зі зміною погоди, керівник польотів ухвалив рішення, що посадка в аеропорту буде здійснюватися не з півночі, а з півдня по курсу 342°, а захід на посадку буде виконуватися по правому колу. Про ці зміни екіпаж був попереджений.
Коли Ту-104 проходив траверз ДПРМ, то диспетчер КДП повідомив екіпажу, що в районі аеропорту гроза і дме північний свіжий вітер (360° 5 м/с). Далі екіпаж перейшов на зв'язок з диспетчером старту. Авіалайнер виконав візуально третій і четвертий розвороти і вийшов на передпосадкову пряму. При цьому екіпаж бачив смугу, а їх політ тепер контролював диспетчер посадкового радіолокатора ПРЛ-5. В глісаду літак увійшов точно за курсом і на заданій висоті. Диспетчер ПРЛ-5 повідомив екіпажу: «Видалення 3 кілометри, курс і глісада добре», після чого зв'язок з бортом припинився.
На ділянці між ДПРМ і БПРМ небо було вкрите грозовими хмарами висотою 800—1000 метрів, видимість коливалася від 3 до 6 кілометрів і йшов сніг. Влетівши в цю грозу, Ту-104 потрапив у спадний повітряний потік і став втрачати висоту. Командир спробував уповільнити це падіння, але його дії зменшили тільки поступальну швидкість, що ще більше збільшило вертикальну. Другий пілот бачив, що падає поступальна швидкість, але занадто пізно повідомив про це командиру. За 300 метрів від БПРМ авіалайнер знизився настільки, що стійками шасі послідовно врізався в 6 опор вогнів наближення. Далі ліва стійка шасі на висоті 5-6 метрів врізалася в будівлю БПРМ і зруйнувала його, при цьому сама відділилась від літака. Авіалайнер від удару розвернуло вліво, він перелетів лісосмугу, зачепив лівою площиною крила землю і потім врізався в неї носовою частиною. При цьому загорівся правий двигун.
Прибігли солдати з військової частини з офіцерами і допомогли евакуювати пасажирів. Всього безпосередньо на місці були важко поранені штурман Тимошин і штурман-стажист Бахмут, а інші члени екіпажу і 2 пасажири — легко поранені. Пізніше в лікарні через 3 години від отриманих травм штурман помер. Вогонь з палаючого двигуна перекинувся на інший літак і той повністю згорів.

## Причини
|  | 1. Неприпустиме зниження літака в зоні зливових опадів під грозовою хмарою між ДПРМ і БПРМ. Зниження викликане впливом на літак низхідних потоків зливових опадів з одночасним зменшенням швидкості до неприпустимих меж при прагненні командира повітряного судна (КПС) витримувати глісаду без збільшення оборотів двигунів. 2. Несвоєчасне попередження командира екіпажу другим пілотом про значне зменшення швидкості і запізніле збільшення режиму роботи двигунів, якк посилило становище і стало наслідком нечіткого взаємодії членів екіпажу в складних умовах. Супутні фактори: 1. Незадовільне метеозабезпечення з боку АМСГ, що проявилося у видачі неякісного прогнозу - з відсутністю штормового попередження про грозову діяльність в районі аеропорту, і погана взаємодія між АМСГ та службою руху. 2. Незадовільна організація керівництва польотом зі старту і погана організація взаємодії з АМСГ, в результаті чого було відсутнє спостереження за фактичною погодою безпосередньо на старті |

.